# 岡崎市內線
岡崎市內線（日语：／）是連接福岡町至大樹寺之間的名古屋鐵道（名鐵）的路線。為方便起見，在岡崎市內線中可拆分為三個部分，包括岡崎站前至岡崎井田站之間的岡崎市內線，福岡町至岡崎站前之間的福岡線（日语：／）和岡崎井田至大樹寺之間的舉母線（日语：／）。

## 路線資料
※如沒有特別指明，資料截至路線廢除前一刻
- 路線距離（營業距離）：8.8公里
  - 福岡線：福岡町至岡崎站前之間 2.5公里（當中2.4公里是按地方鐵道法（日语：地方鉄道法）營運的鐵路線。0.1公里是按軌道法（日语：軌道法）營運的電車路線[1]）
  - 岡崎市內線：岡崎站前至岡崎井田之間 5.8公里（按軌道法營運的電車路線）
  - 舉母線：岡崎井田至大樹寺之間 0.5公里（地方鐵道法營運的鐵路線）
- 軌距：1067毫米
- 雙線區間：岡崎站前至康生町之間（岡崎市內線）
- 電氣化區間：全線（直流600V）

## 歷史
由於國鐵岡崎站與岡崎市區有一段距離，因此當初建設了馬車鐵路。在1899年，岡崎停車場（現時：岡崎站）至明大寺之間開業。隨後陸續延伸。在1924年，岡崎站前至大樹寺之間全線開通，當時使用路面電車行走。在1951年，福岡町至岡崎站前之間開通。後來由於汽車社會的發展，於1962年全線廢除。而福岡町至岡崎站前之間的路段變為名鐵巴士的巴士專用道路，但是該道路在2016年3月尾廢除。
- 1898年（明治31年）
  - 2月14日 - 「岡崎馬車鐵道」成立[3]。
  - 12月28日 - 舉行開通儀式[3][4]。
- 1899年（明治32年）1月1日 - 岡崎停車場（後來為岡崎站前）至明大寺之間開業[5][6][注 1]。軌距為762毫米的單線電車路軌。
- 1907年（明治40年）6月22日 - 馬車鐵路延伸至康生町[3]。
- 1911年（明治44年）10月2日 - 公司計劃轉型為電氣鐵路，公司名稱率先改名為「岡崎電氣軌道」[7]。
- 1912年（大正元年）8月31日 - 由馬車路線正式轉為電氣化鐵路（路面電車）。同時軌距改為1067毫米[3]。
- 1921年（大正10年）8月10日 - 獲得軌道特許狀（岡崎市康生町至同市井田町之間）[8]
- 1922年（大正11年） - 岡崎停車場至殿橋（後來名為岡崎殿橋）之間雙線化。
- 1923年（大正12年）9月8日 - 康生町至岡崎井田之間開通[9]。
- 1927年（昭和2年）
  - 6月1日 - 三河鐵道與岡崎電氣軌道之合併得到認可[10][11]。
  - 7月19日 - 三河鐵道與岡崎電氣軌道正式合併[10]。
- 1934年（昭和9年） - 開始設有汽油列車從岡崎線（後來名為舉母線）上舉母直通至岡崎市內線的岡崎站前（在電車線上，容許電力與汽油共用的日期是昭和9年7月30日）[12]。
- 1941年（昭和16年）6月1日 - 三河鐵道與名古屋鐵道合併。同時，由於汽油管制下，暫停停止使用汽油列車行走直通班次。
- 1945年（昭和20年）7月20日 - 發生岡崎空襲，所有電動列車（共11架）中，6輛被燒毀。
- 1951年（昭和26年）
  - 12月1日 - 在戰時，由於被指定為不要不急線而被暫停營業的舊西尾線岡崎新至西尾之間，當中的岡崎站前至福岡町重開，並且開始直通至岡崎市內線，該區間的路線名為福岡線。
  - 在本年中，把原本於殿橋貨物站處理貨物的功能，均集中改為在東岡崎站處理。自此，殿橋貨物站名存實亡[13]。
- 1954年（昭和29年） - 殿橋至康生町之間雙線化。
- 1962年（昭和37年）
  - 6月11日 - 殿橋貨物站廢除。同站所屬的戶崎側線也廢除[14]。
  - 6月17日 - 福岡町至大樹寺之間廢除。岡崎站前至福岡町之間的路軌被撤去後，變為巴士專用道路。
- 2016年（平成28年）3月31日 - 由於進行城市基礎設施開發項目，該巴士專用道路被廢除[2]。

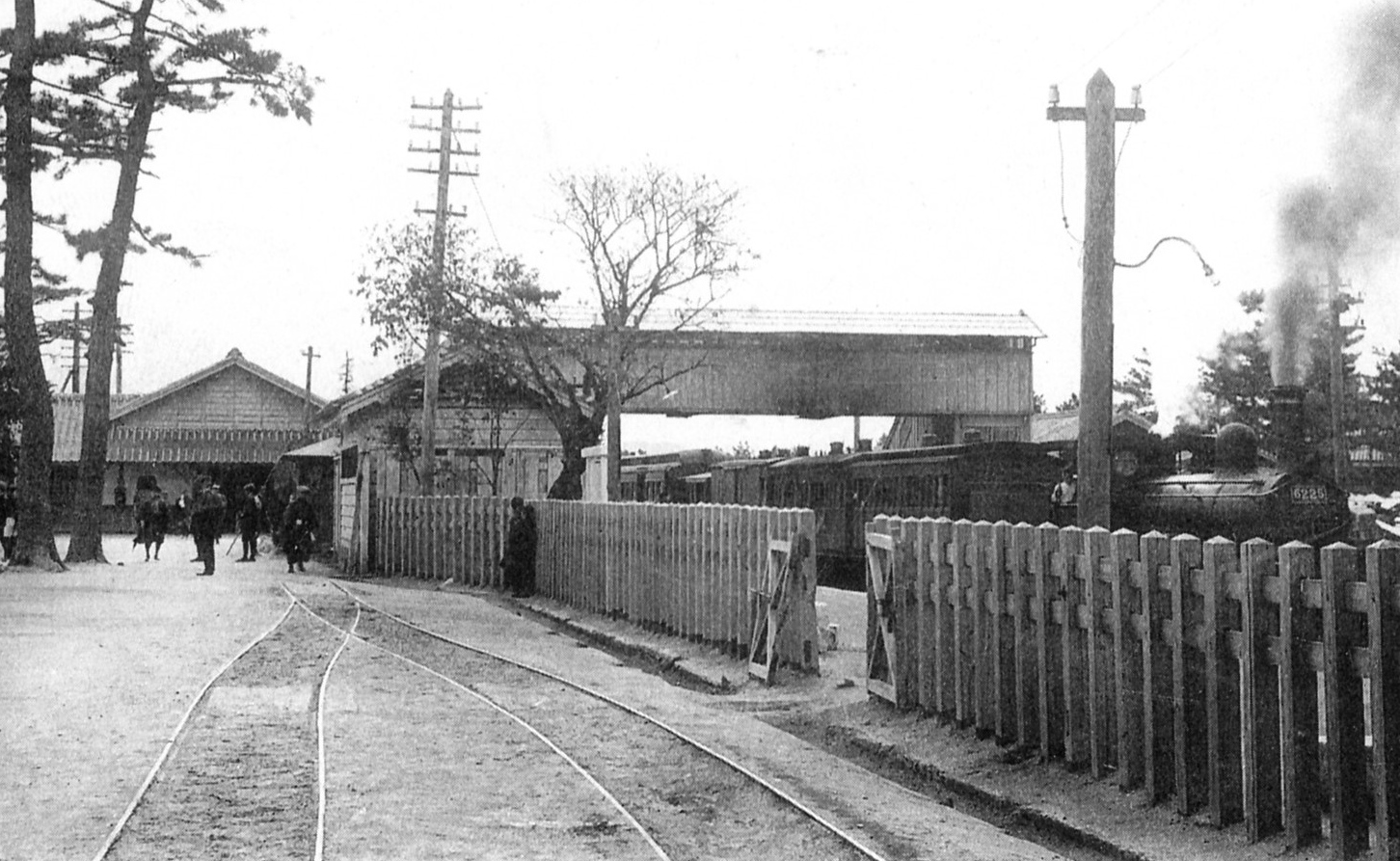
馬車鐵道時代的岡崎站前
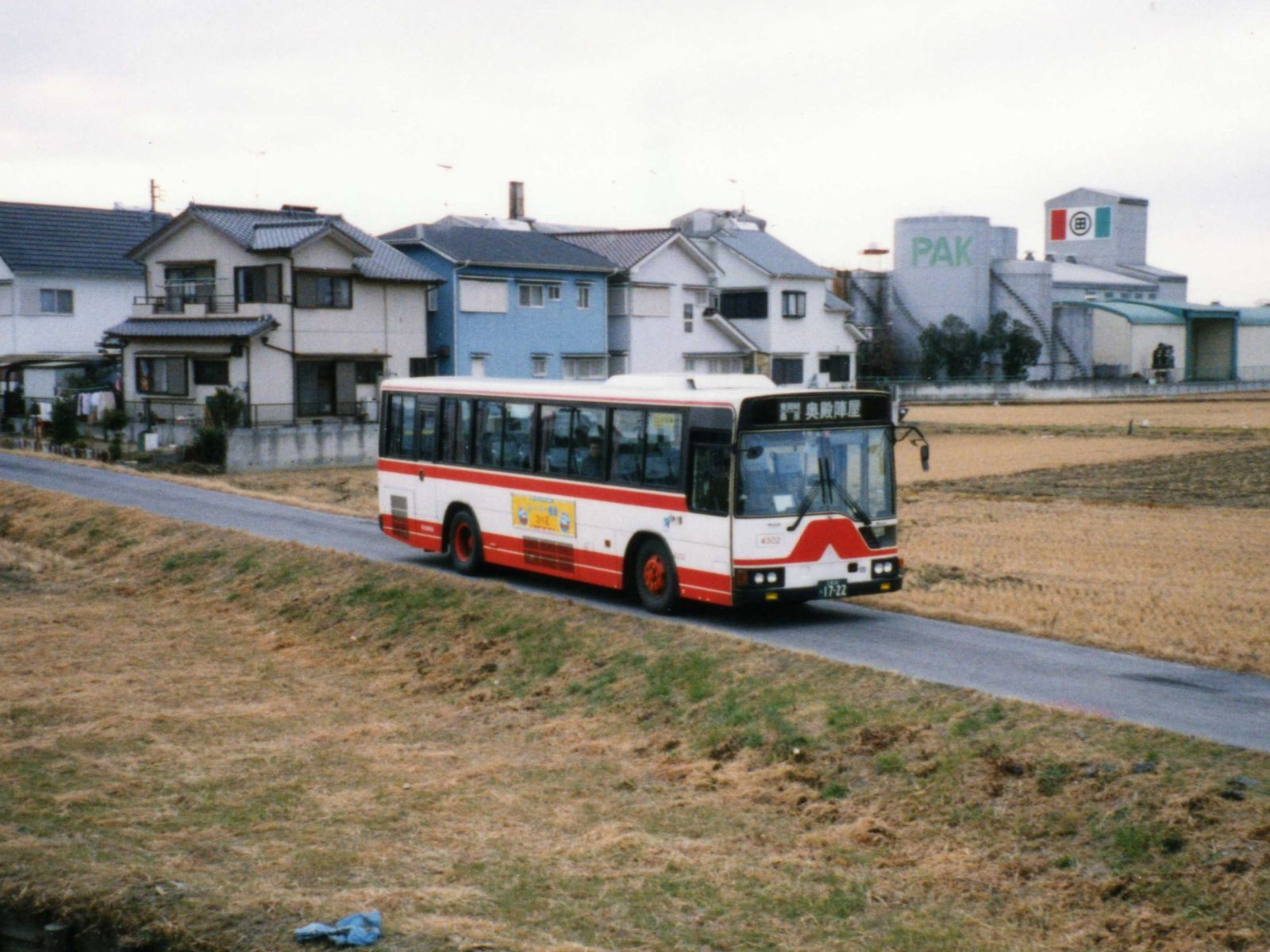
岡崎站前至福岡町之間的巴士專用道路與名鐵巴士（日语：名鉄バス）
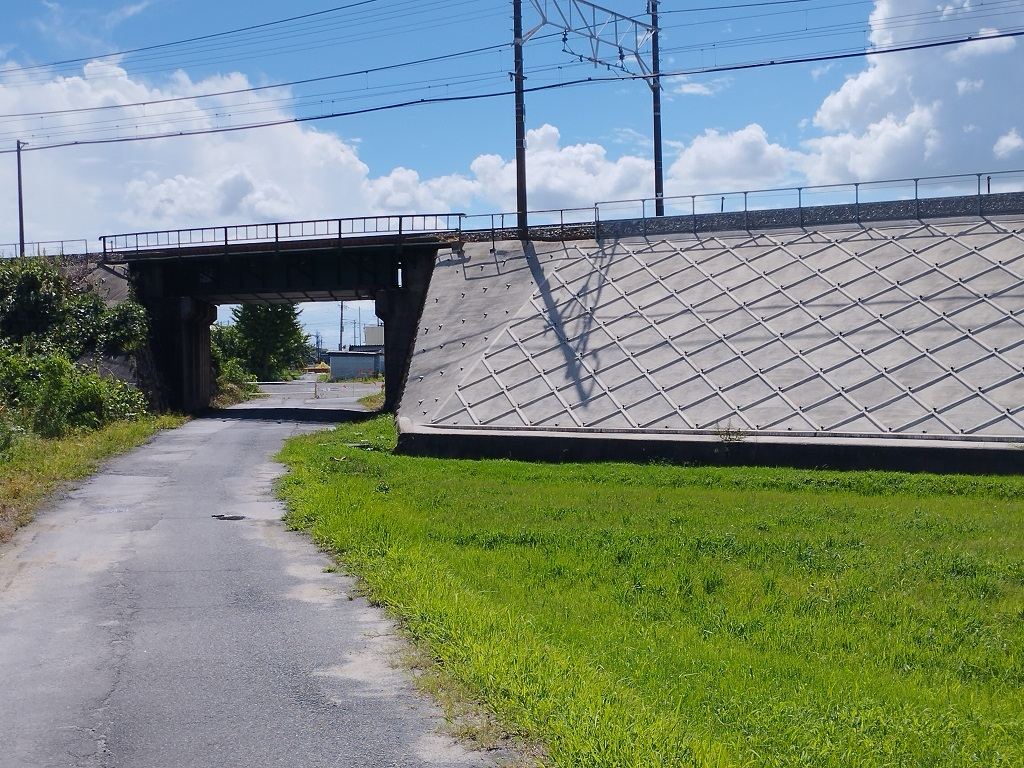
與國鐵（現時：JR東海）相交地點（東若松至西若松之間）

## 車輛
參考：藤井建。清水武、田中義人。清水武、田中義人、澤內一晃。
粗體字體是廢線前仍然服役的車輛（鐵路貨車除外。20輛）。
岡崎電氣軌道時代開始服役
- 木造二軸車（日语：岡崎電気軌道の木造単車）
  - 1號→Mo45形（日语：名鉄モ45形電車）（47）：1912年-1960年
  - 2・3號→Mo50形（日语：名鉄モ50形電車）（59、60）：1912年-1962年
  - 4號：1912年-1922年
  - 5、6號：1914年-1922年
  - 7號→Mo50形（61）：1919年-1960年
  - 8號→Mo50形（62）：1919年-1962年
  - 9號→Mo50形（63）：1922年-1962年
  - 10號→Mo45形（48）：1922年-1960年
  - 11號→Mo45形（49）：1924年-1960年
  - 12號→Mo50形（64）：1924年-1962年
- 100形（日语：岡崎電気軌道100形電車）（101、102）→Mo530形（531、532）：1923年-1962年
- 200形（日语：岡崎電気軌道200形電車）
  - 201：1924年-1938年
  - 202：1924年-1941年
- 灑水車（1）→Mi1形（日语：名鉄ミ1形電車）（4）：1922年-1947年
- 貨車
  - WaBu1→WaBu41→WaFu45形（日语：名鉄ワフ45形貨車）：1922年-1962年
  - FuTo1→To71→ToFu60形（日语：名鉄トフ60形貨車）：1922年-1962年

三河鐵道時代開始服役
- Ki10形（日语：三河鉄道キ10形気動車）（11-13）：1934年-1941年
- DeWa1形（日语：三河鉄道デワ1形電車）（1、2）→DeWa10形（11、12）：1928年-1962年

名古屋鐵道時代開始服役
- Mo90形（日语：名鉄モ90形電車 (2代)）（90-94）：1945年-1954年
- Mo40形（日语：名古屋鉄道100形電車）（40-43）：1954年-1960年
- Mo50形（58）：1954年-1962年
- Mo50形（56・57）：1957年-1962年
- Mo20形（日语：瀬戸電気鉄道テ1形電車#大正8年製の増備車（名鉄モ20形））（23）：1960年-1962年
- Mo50形（50-54、65、66）：1957年-1962年

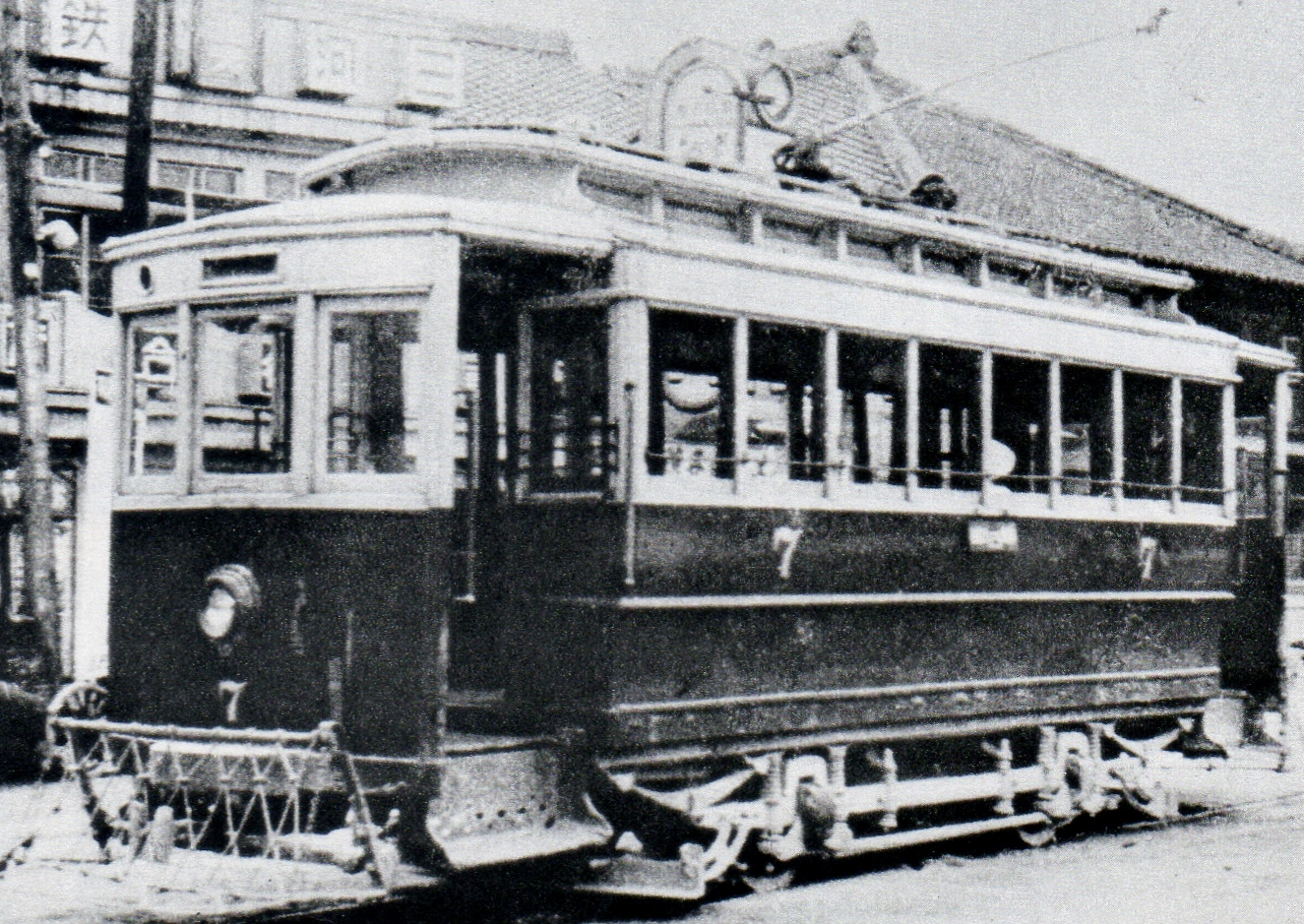
初期型號的木造二軸車（7號）
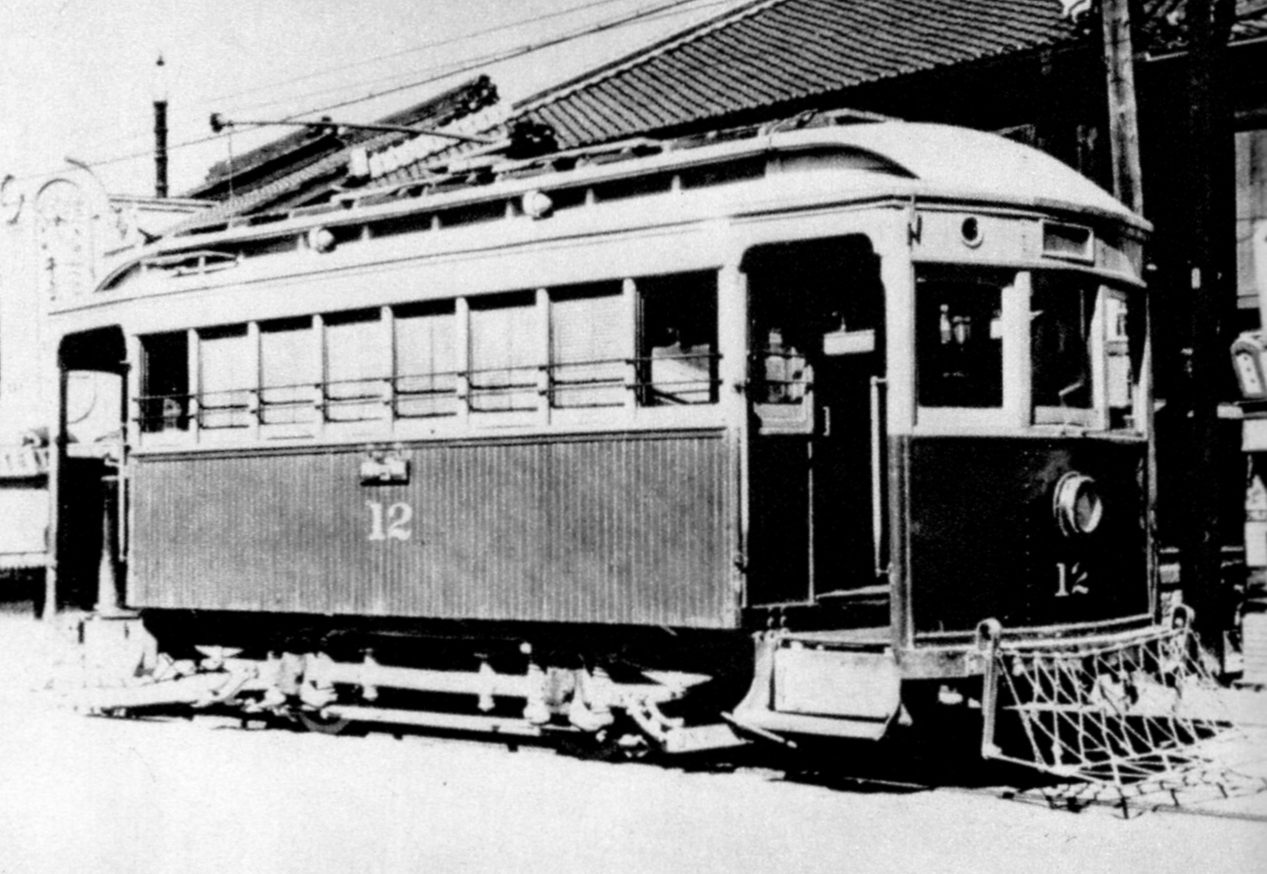
後期型號的木造二軸車（12號）
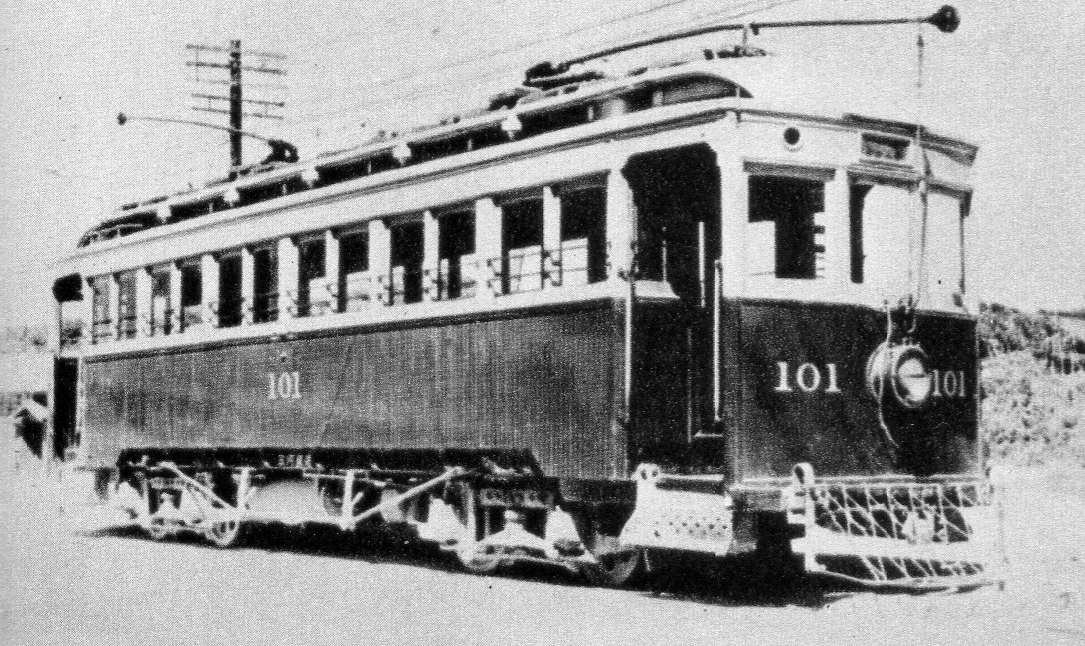
100形木造轉向架車 （後來為Mo530形）
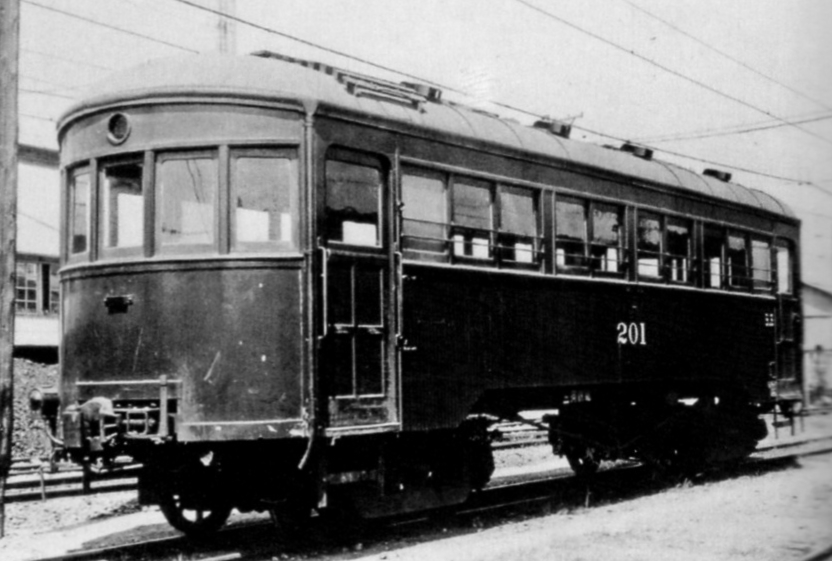
200形木造轉向架車
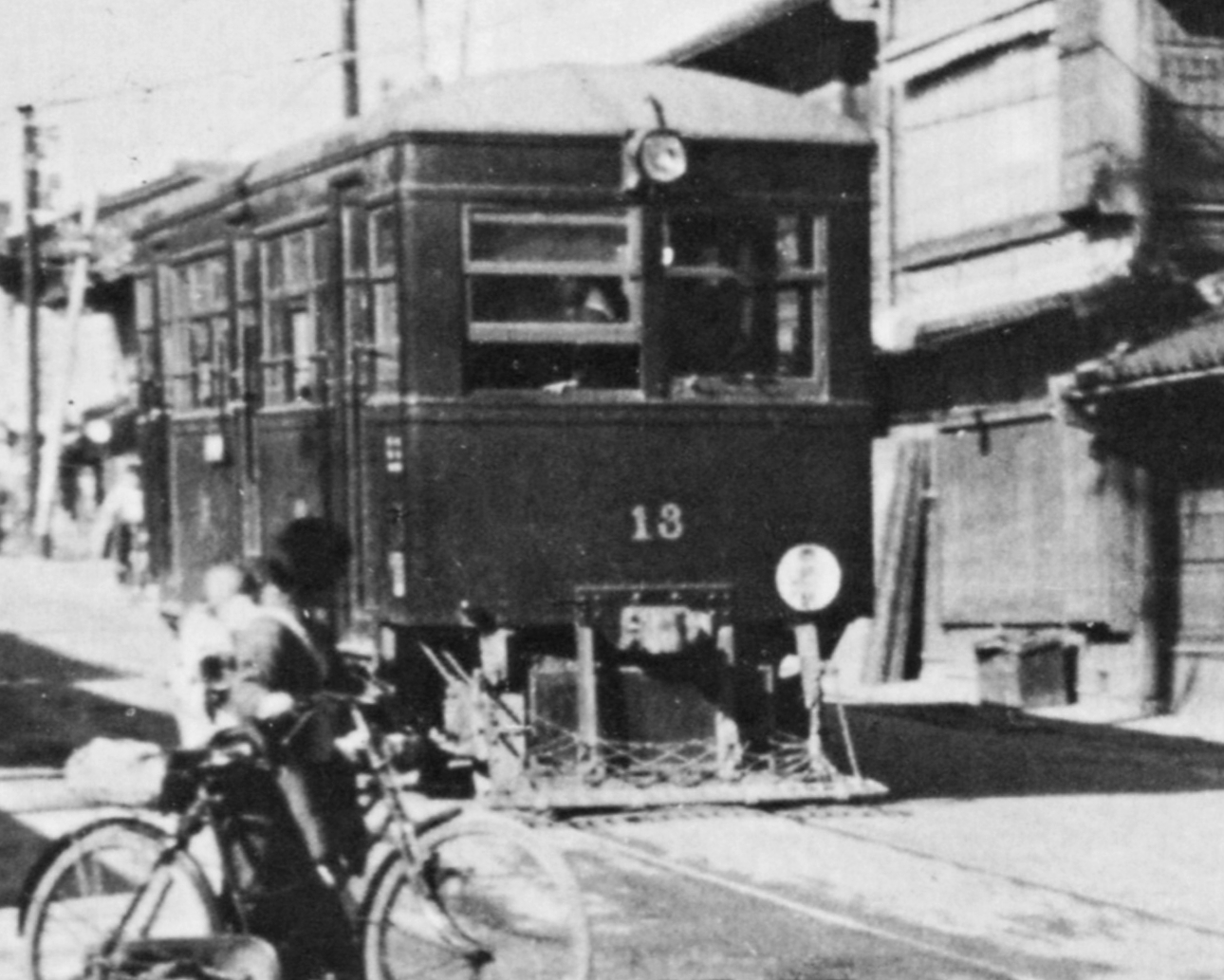
Ki10形柴油列車
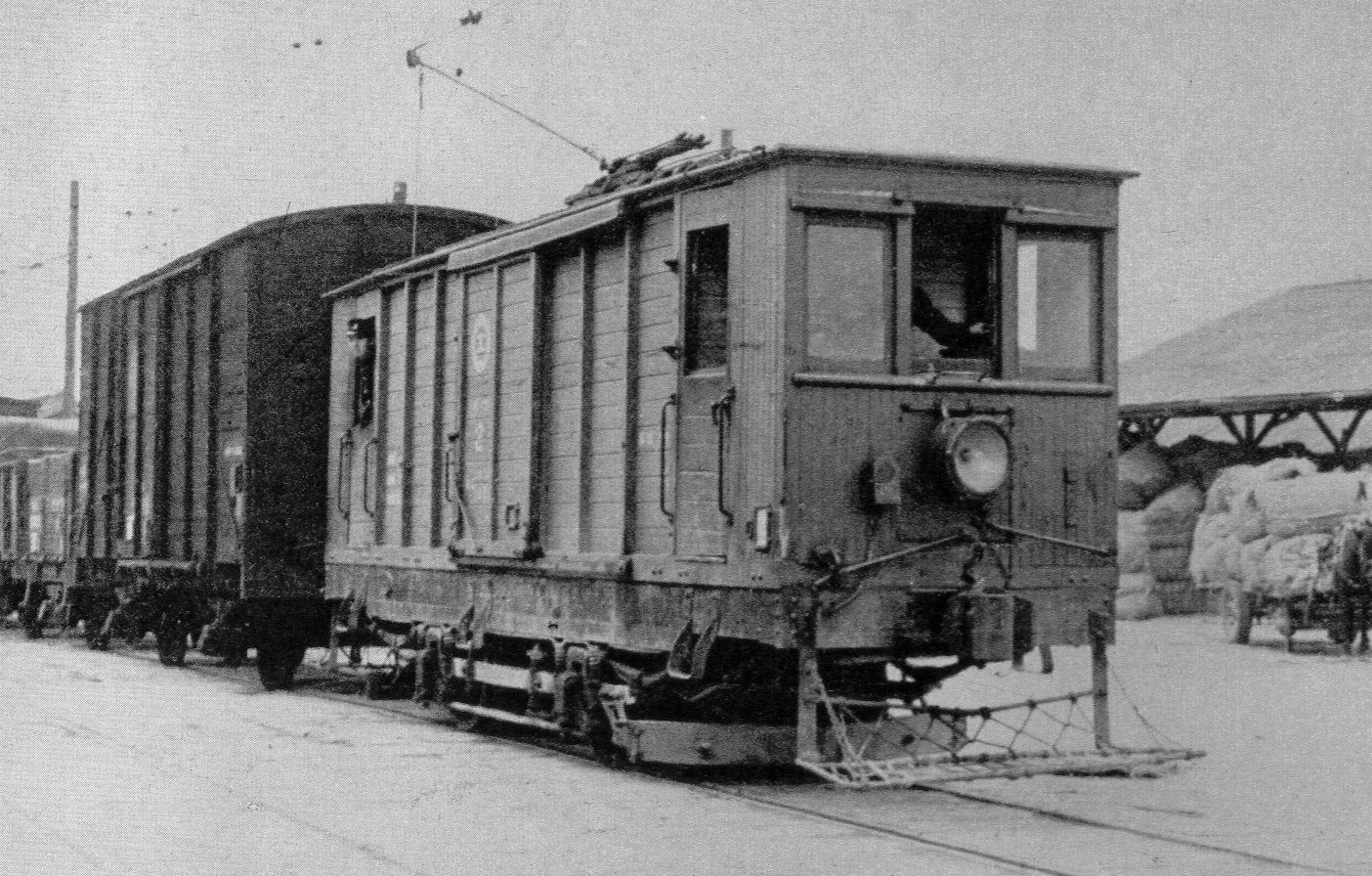
DeWa1形電動貨車 （後來為DeWa10形）
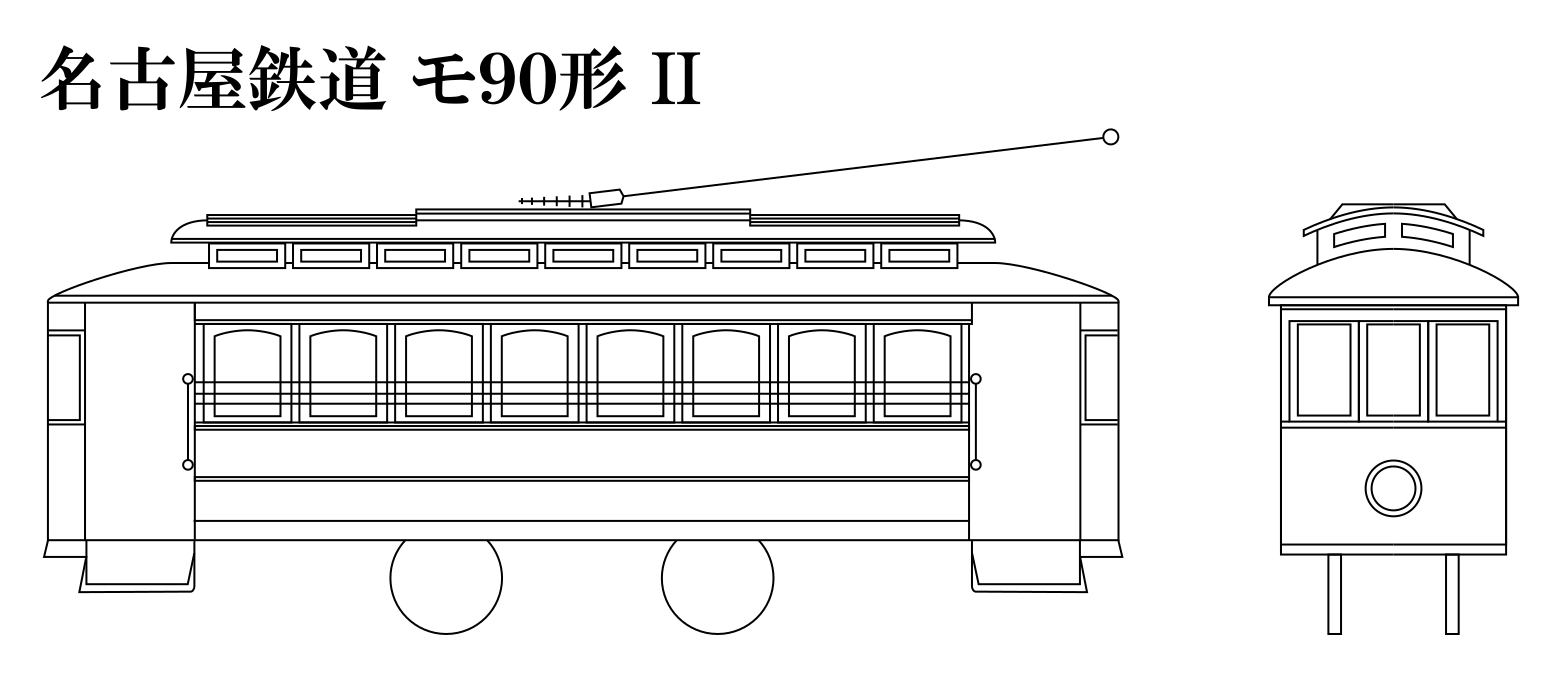
Mo90形木造二軸車
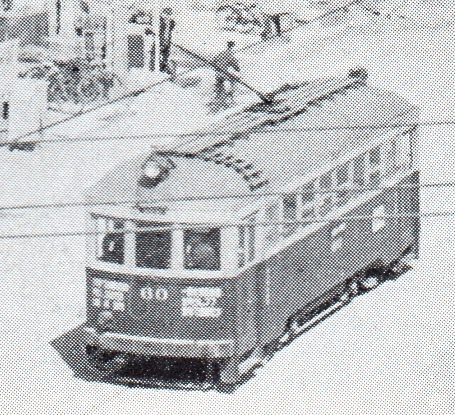
Mo50形木造二軸車 （戰災修復車）

## 車站、電車站列表
- 以下車站列表取自廢除前一刻（參考今尾 (2008)）
- 所有車站、電車站位於愛知縣岡崎市內。
- 舉母線與福岡線是鐵路線。岡崎市內線是電車線。

範例
軌道 … ｜：單線路段 ◇：單線路段的可交會車站 ∧：此起往下為複線 ∥：複線路段 ∨：此起往下為單線
| 路線名稱   | 中文電車站名稱     | 日文電車站名稱     | 英文電車站名稱         | 站間距離 | 營業 距離  | 營業 距離 | 接續路線                           | 軌道 |
| 路線名稱   | 中文電車站名稱     | 日文電車站名稱     | 英文電車站名稱         | 站間距離 | 以各路線計 | 總長度    | 接續路線                           | 軌道 |
| ---------- | ------------------ | ------------------ | ---------------------- | -------- | ---------- | --------- | ---------------------------------- | ---- |
| 舉母線     | 大樹寺             | 大樹寺             | Daijuji                | -        | 0.0        | 0.0       | 名古屋鐵道：舉母線                 | ｜   |
| 舉母線     | 岡崎井田           | 岡崎井田           | Okazakiida             | 0.5      | 0.5        | 0.5       |                                    | ◇    |
| 岡崎市內線 | 岡崎井田           | 岡崎井田           | Okazakiida             | 0.5      | 0.0        | 0.5       |                                    | ◇    |
| 岡崎市內線 | 伊賀町             | 伊賀町             | Igachō                 | 0.6      | 0.6        | 1.1       |                                    | ｜   |
| 岡崎市內線 | 八幡社             | 八幡社             | Hachimansha            | 0.3      | 0.9        | 1.4       |                                    | ◇    |
| 岡崎市內線 | 神明社             | 神明社             | Shinmeichō             | 0.3      | 1.2        | 1.7       |                                    | ｜   |
| 岡崎市內線 | 能見町             | 能見町             | Nomichō                | 0.3      | 1.5        | 2.0       |                                    | ◇    |
| 岡崎市內線 | 本町               | 本町               | Honmachi               | 0.3      | 1.8        | 2.3       |                                    | ｜   |
| 岡崎市內線 | 康生町             | 康生町             | Kōseichō               | 0.3      | 2.1        | 2.6       |                                    | ∧    |
| 岡崎市內線 | 岡崎殿橋           | 岡崎殿橋           | Okazakitonobashi       | 0.3      | 2.4        | 2.9       |                                    | ∥    |
| 岡崎市內線 | 東岡崎站前         | 東岡崎駅前         | Higashi-Okazaki-Ekimae | 0.4      | 2.8        | 3.3       | 名古屋鐵道：名古屋本線（東岡崎站） | ∥    |
| 岡崎市內線 | 大學下             | 大学下             | Daigakushita           | 0.4      | 3.2        | 3.7       |                                    | ∥    |
| 岡崎市內線 | 蘆池橋             | 芦池橋             | Ashiikebashi           | 0.3      | 3.5        | 4.0       |                                    | ∥    |
| 岡崎市內線 | 車庫前             | 車庫前             | Shakomae               | 0.6      | 4.1        | 4.6       |                                    | ∥    |
| 岡崎市內線 | 戶崎町             | 戸崎町             | Tosakichō              | 0.5      | 4.6        | 5.1       |                                    | ∥    |
| 岡崎市內線 | 戶崎口             | 戸崎口             | Tozakiguchi            | 0.3      | 4.9        | 5.4       |                                    | ∥    |
| 岡崎市內線 | 北羽根             | 北羽根             | Kitabane               | 0.6      | 5.5        | 6.0       |                                    | ∥    |
| 岡崎市內線 | 岡崎站前           | 岡崎駅前           | Okazaki-Ekimae         | 0.3      | 5.8        | 6.3       | 日本國有鐵道：東海道本線（岡崎站） | ∨    |
| 福岡線     | 岡崎站前           | 岡崎駅前           | Okazaki-Ekimae         | 0.3      | 0.0        | 6.3       | 日本國有鐵道：東海道本線（岡崎站） | ∨    |
| 福岡線     | （鐵路電車分界點） | （鐵路電車分界點） | （鐵路電車分界點）     | 0.6      | 0.1        | 6.4       |                                    | ｜   |
| 福岡線     | 柱町               | 柱町               | Hashiramachi           | 0.6      | 0.6        | 6.9       |                                    | ｜   |
| 福岡線     | 東若松             | 東若松             | Higashiwakamatsu       | 0.4      | 1.0        | 7.3       |                                    | ｜   |
| 福岡線     | 西若松             | 西若松             | Nishiwakamatsu         | 0.6      | 1.6        | 7.9       |                                    | ｜   |
| 福岡線     | 福岡町             | 福岡町             | Fukuokachō             | 0.9      | 2.5        | 8.8       |                                    | ｜   |

## 岡崎市內線途經道路

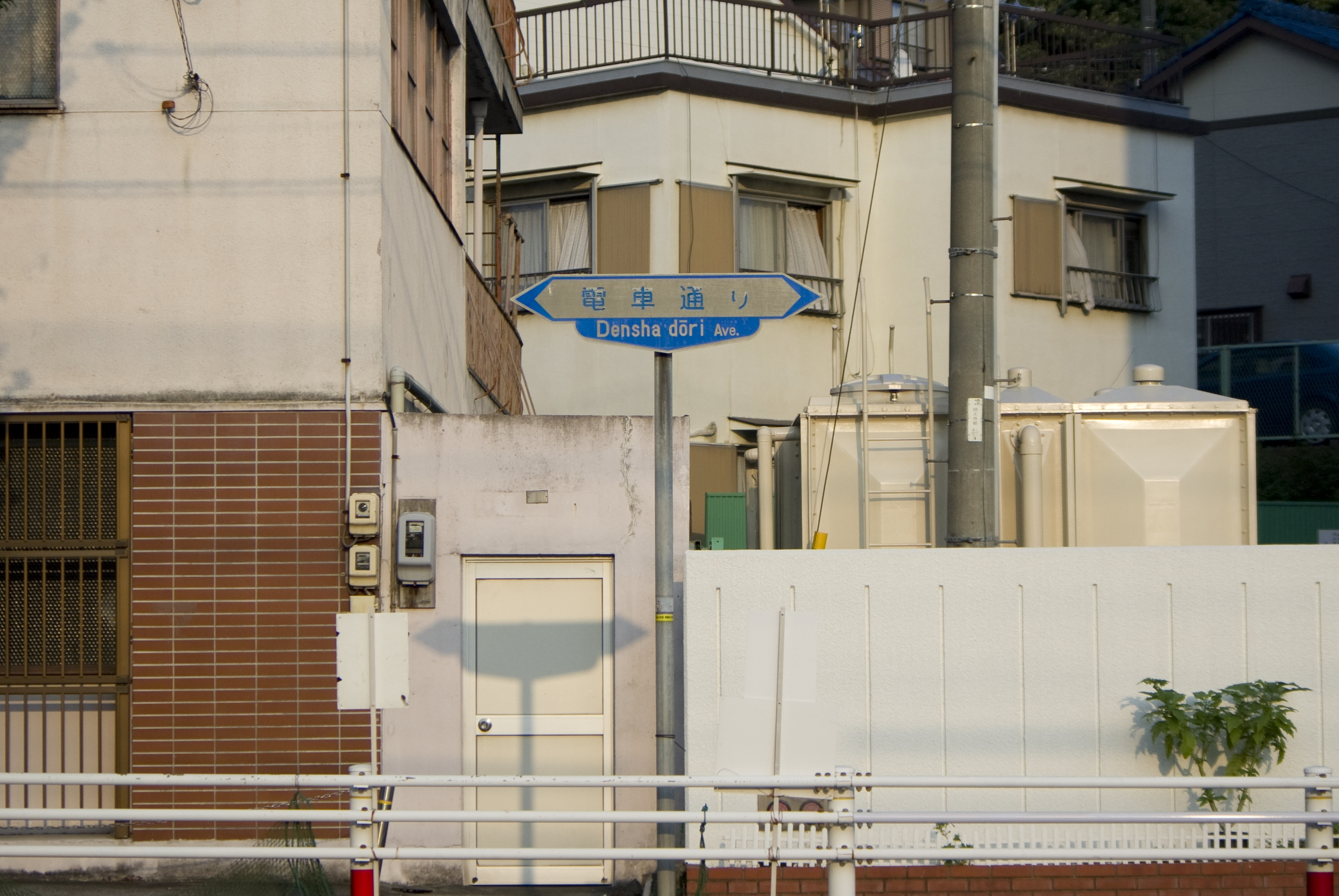
曾經設有岡崎市內線路軌的愛知縣道483號岡崎幸田線中設有愛稱「電車通」

岡崎市內線的電車路軌敷設在以下道路中：
- 愛知縣道39號岡崎足助線（日语：愛知県道39号岡崎足助線）（部分） : 「井田（日语：井田町 (岡崎市)）」路口北方 - 「康生通南（日语：康生通南）」路口
- 愛知縣道483號岡崎幸田線（日语：愛知県道483号岡崎幸田線）（部分） : 「康生通南」路口 - 「羽根（日语：羽根町 (岡崎市)）」路口
- 愛知縣道478號岡崎停車場線（日语：愛知県道478号岡崎停車場線）（全線） : 「羽根」路口 - 岡崎站前

## 注腳

## 外部連結
- 岡崎市內線路線地圖 （页面存档备份，存于）（日語）